# Stanimir Iltschew
Stanimir Jankow Iltschew (bulgarisch Станимир Янков Илчев; * 31. Juli 1953 in Burgas, Bulgarien) ist ein bulgarischer Politiker und war Mitglied des Europäischen Parlaments für die Nationale Bewegung Simeon der Zweite.
Iltschew studierte an der Universität St. Kliment Ochridski in Sofia. Dort erhielt er 1971 seinem Hochschulabschluss im Bereich Fernsehjournalismus. 1979 bis 1980 war er Redakteur beim staatlichen bulgarischen Fernsehen, bevor er Redakteur der Zeitschrift Krile (1980–1985) und anschließend Redakteur und Chefredakteur der Zeitschrift Mladesch (1985–1990) wurde.
Im Zuge der Aufnahme Bulgariens in die Europäische Union gehörte er seit dem 1. Januar 2007 dem Europäischen Parlament an. Dort war er Mitglied in der Fraktion Allianz der Liberalen und Demokraten für Europa. Nach den bulgarischen Europaparlamentswahlen im Mai 2007 schied Iltschew am 5. Juni 2007 vorläufig aus dem Europaparlament aus. Seit der Europawahl 2009 ist er als Nachrücker für Meglena Kunewa wieder Mitglied des Parlaments.

## EU-Parlament Periode 2009 bis 2014
Iltschew ist Mitglied im Ausschuss für konstitutionelle Fragen und in der Delegation für die Beziehungen zu Albanien, Bosnien und Herzegowina, Serbien, Montenegro sowie Kosovo.
Als Stellvertreter ist er im Ausschuss für bürgerliche Freiheiten, Justiz und Inneres und in der Delegation im Gemischten Parlamentarischen Ausschuss EU-Ehemalige Jugoslawische Republik Mazedonien - tätig.